# Arubaans kampioenschap voetbal vrouwen
De Arubaanse voetbalkampioenschap vrouwen is het nationale kampioenschap van de Division Damas.

## De wedstrijd
Damesformaties van de voetbalclubs uit de hoogste divisie nemen deel aan de wedstrijd georganiseerd door de Arubaanse Voetbal Bond in het Guillermo P. Trinidad stadion te Oranjestad. 
Sedert 2015 is SV Britannia zes jaar op rij landskampioen voor vrouwen. Topscorers uit het seizoen 2018/2019 waren: Jo-Anny La Bega (SV RCA), Milvienne Henriquez (SV RCA) en Mylene Croes (SV Britannia). Na afgelasting van het seizoen 2019/2020 vanwege de corona troffen SV RCA en SV Britannia elkaar in de finale van het seizoen 2020/2021. De winnende goals van Britannia (3-0) werden genoteerd door Bindiya Wadhwani (7', 79') en Tarianna Doornkamp (55').

## Erelijst
| Seizoen   | Kampioen                   |
| --------- | -------------------------- |
| 2001      | SV Dakota                  |
| 2002      | onbekend                   |
| 2003      | SV Juventud Tanki Leendert |
| 2004      | onbekend                   |
| 2005      | onbekend                   |
| 2006      | onbekend                   |
| 2006-2007 | SV Racing Club Aruba       |
| 2007-2008 | SV Savaneta Star           |
| 2008-2009 | SV Racing Club Aruba       |
| 2009-2010 | SV Racing Club Aruba       |
| 2010-2011 | afgelast                   |
| 2011-2012 | niet georganiseerd         |
| 2012-2013 | SV Britannia               |
| 2013-2014 | SV Racing Club Aruba       |
| 2014-2015 | SV Britannia               |
| 2015-2016 | SV Britannia               |
| 2016-2017 | SV Britannia               |
| 2017-2018 | SV Britannia               |
| 2018-2019 | SV Britannia               |
| 2019-2020 | afgelast                   |
| 2020-2021 | SV Britannia               |